# Hunter Glacier
Hunter Glacier är en glaciär i Antarktis. Den ligger i Östantarktis. Nya Zeeland gör anspråk på området. Hunter Glacier ligger 842 meter över havet.
Terrängen runt Hunter Glacier är varierad.  Trakten är obefolkad. Det finns inga samhällen i närheten.